# Серый скворец

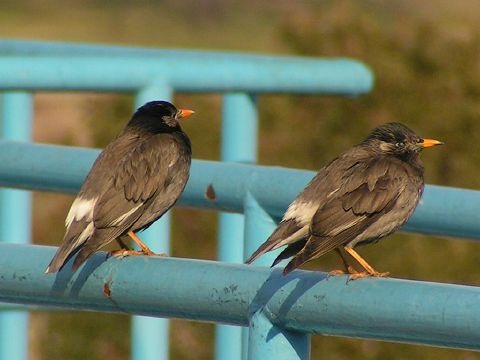
Серые скворцы живут стайками

Се́рый скворе́ц (лат. Spodiopsar  cineraceus) — певчая птица семейства скворцовых, обитающая в Восточной Азии, в том числе и на территории Российской Федерации в Забайкалье и на Дальнем Востоке.

## Описание
Небольшая птица длиной 20—23 см. Оперение верхней части тела дымчато-серое либо бурое. Грудка, брюхо и надхвостье заметно светлее, светло-серого либо грязно-белого цвета. Перья головы могут быть как преимущественно белыми с многочисленными чёрными пестринами, так и чёрно-бурыми с белыми пестринами, но в любом случае на щеках хорошо заметны пучки белых перьев. У самок перья головы, за исключением щёк, всегда тёмные с белыми окончаниями. У самцов на макушке и затылочной части имеется шапочка чёрных перьев, слегка переливающихся зеленоватым либо синеватым оттенком. Радужная оболочка глаз каряя. Клюв жёлто-оранжевый с тёмным окончанием, в период размножения в основании и подклювье также несколько более тёмный. Кроющие перья первого и второго порядка крыльев, а также хвост бурые, с слегка заметным переливом зелёного или бронзового оттенка. Ноги жёлто-оранжевые. По сравнению с самцами самки выглядят более светлыми, коричневыми. Молодые птицы похожи на взрослых особей, но на белых щеках имеют бурые пестрины, а переливы у них не выражены. Голос — монотонный резкий треск, что-то вроде чир-чир-чэй-чит-чит.

## Распространение
Гнездится в Японии, Корее, Северо-Восточном Китае восточнее провинций Цинхай и Сычуань, Восточной Монголии, на территории Российской Федерации в южном Забайкалье, Приморском крае, южной части Сахалина и Курильских островах. На большей части ареала, за исключением Японии южнее о. Хоккайдо, является перелётной птицей. На японских островах ведёт оседлый образ жизни. В случае миграции зимует на юге Китая, Тайване и Гонконге. Имеются отдельные сообщения о случайных залётах в Бирму, Филиппины и даже США.
Обычно встречается в равнинной местности — редколесье, рощах, садах, парках, на пастбищах, в посёлках и больших городах. Например, в Японии считается одной из самых распространённых городских птиц. Избегает лесистую местность с густой растительностью. Зимой часто встречается возле плантаций риса.
В случае миграции к местам гнездовий прилетает в конце марта — начале апреля. Осенняя миграция происходит в октябре — середине ноября.

## Образ жизни

### Социальное поведение
Стайная птица, кормится и ночует группами, и гнездится колониями. В течение дня стаи скворцов обычно не превышают 30 особей, в редких случаях до 100 птиц. Летом в местах ночёвок может собраться до 1 тыс. птиц, а в зимнее время, с ноября по середину марта, и до 50 тыс., причём в этот период в места скоплений некоторые птицы совершают ежедневные полёты до 40 км.

### Размножение
Селится колониями, до 30 пар недалеко друг от друга. Гнёзда обычно устраивает в дуплах деревьев, под крышами зданий или в искусственных домиках-скворечниках, которые изнутри укладывает сухой травой и перьями других птиц. За сезон обычно бывает две кладки яиц, первая из которых начинается практически одновременно у всей популяции: в конце апреля — начале мая в России и во второй половине апреля в Японии. Каждая кладка состоит из 2—10 (чаще всего 5) голубых яиц без крапления. Размер яиц 25,8—30,5 Х 19,5—22 мм. Инкубационный период составляет 12—13 дней, оба родителя участвуют в насиживании, хотя самка большую часть времени проводит в гнезде. Птенцы вылупляются голыми и беспомощными, первое время их кормит только самец. Первый свой полёт птенцы совершают через 21—22 дня.

### Питание
Питаются как растительной, так и животной пищей, однако при равной доступности всё же отдают предпочтение животным организмам. Поедает различных насекомых: жуков и их личинок, гусениц, кузнечиков, медведок, муравьёв, пауков, дождевых червей и т. д. Кроме того, охотится на ракообразных, ящериц и лягушек. Из растительной пищи употребляют в пищу ягоды шелковицы, вишни, клубники. Зимой питается плодами мелии (Melia azedarach), сального дерева (Sapium sebiferum), камфорного лавра (Cinnamonum camphora), восточной хурмы (Diospyros kaki) и блестящей бирючины (Ligustrum lucidum).